# Triquetrella richardsiae
Triquetrella richardsiae är en bladmossart som beskrevs av C. Müller 1897. Triquetrella richardsiae ingår i släktet Triquetrella och familjen Pottiaceae. Inga underarter finns listade i Catalogue of Life.